# Los Prisioneros
Los Prisioneros var en chilensk rockgrupp, bildad i Santiago de Chile 1979. De anses vara ett av de största rockbanden i Latinamerika. Los Prisioneros var kända för sina samhällskritiska texter, vilket ledde till att gruppen drabbades av censur under Augusto Pinochets regim. 
Under den första fasen (1983–1991) gav de ut fyra album som blev riktmärken för den chilenska och latinamerikanska musiken under 1980-talet. Gitarristen Claudio Narea lämnade gruppen 1990, kort innan bandet utgav albumet Corazones som blev en stor succé. Narea ersattes av Cecilia Aguayo (keyboard) och Robert Rodriguez (gitarr) fram till slutet av 1991, då gruppen splittrades. 
Bandet (med dess originalmedlemmar) återförenades under 2001, då de gav två framgångsrika konserter på Estadio Nacional de Chile samt släppte de ett nytt album. Efter interna konflikter mellan Jorge Gonzalez och Narea lämnade den senare bandet 2003. Los Prisioneros fortsatte under ledning González och Miguel Tapia, och släppte albumet Manzana 2004. Sin sista konsert spelade gruppen i Caracas, Venezuela 2006. 

## Diskografi
- 1984 – La voz de los '80
- 1986 – Pateando piedras
- 1987 – La cultura de la basura
- 1990 – Corazones
- 2002 – Estadio Nacional
- 2003 – Los Prisioneros
- 2003 – Los Prisioneros en las Raras Tocatas Nuevas de la Rock & Pop
- 2004 – Manzana